# Zdzisław Dębowski
Zdzisław Dębowski (ur. 8 kwietnia 1956 w Budrach) – polski polityk, poseł na Sejm PRL IX kadencji.

## Życiorys
Podejmował pracę m.in. w Fabryce Maszyn Budowlanych w Jasieniu i na budowie Huty Katowice. Od 1981 prowadził własne gospodarstwo rolne. Zasiadał w Wojewódzkim, a także w Miejsko-Gminnym Komitecie Zjednoczonego Stronnictwa Ludowego. W latach 1985–1989 pełnił mandat posła na Sejm PRL IX kadencji w okręgu Zielona Góra, zasiadając w Komisji Transportu, Żeglugi i Łączności, Komisji Nadzwyczajnej do rozpatrzenia projektu ustawy o zasadach udziału młodzieży w życiu państwowym, społecznym, gospodarczym i kulturalnym oraz w Komisji Rolnictwa, Leśnictwa i Gospodarki Żywnościowej.